# Endomorfisme
In de wiskunde is een endomorfisme een morfisme, of een homomorfisme, van een wiskundig object op zichzelf, dat de wiskundige structuur van dat object behoudt. Een endomorfisme van een vectorruimte {\displaystyle V} is bijvoorbeeld een lineaire afbeelding {\displaystyle f:V\to V} en een endomorfisme van een groep {\displaystyle G} is een groepshomomorfisme {\displaystyle f:G\to G}, enzovoort. Men kan in het algemeen spreken over endomorfismen in elke willekeurige categorie. Endomorfismen zijn in de categorie van verzamelingen zijn functies van een verzameling {\displaystyle S} op zichzelf.
In elke willekeurige categorie is de samengestelde functie van twee willekeurige endomorfismen van {\displaystyle X} opnieuw een endomorfisme van {\displaystyle X.} Hieruit volgt dat de verzameling van alle endomorfismen van {\displaystyle X} een monoïde vormen, die met {\displaystyle \mathrm {End} (X)} wordt aangeduid, of met {\displaystyle \mathrm {End} _{\mathcal {C}}(X)}, dit om de categorie {\displaystyle {\mathcal {C}}} te benadrukken.
Een inverteerbaar, bijectief endomorfisme van {\displaystyle X}, oftewel een endomorfisme dat tevens een isomorfisme is, wordt een automorfisme genoemd. De verzameling van alle automorfismen is een ondergroep van {\displaystyle \mathrm {End} (X)}, die de automorfismegroep van {\displaystyle X} wordt genoemd en die  met {\displaystyle \mathrm {Aut} (X)}wordt aangeduid. De pijlen geven in het onderstaande diagram de implicatie aan:
| automorfisme                | {\displaystyle \Rightarrow } | isomorfisme                 |
| {\displaystyle \Downarrow } |                              | {\displaystyle \Downarrow } |
| endomorfisme                | {\displaystyle \Rightarrow } | (homo)morfisme              |
Twee endomorfismen van een commutatieve groep {\displaystyle A} kunnen  bij elkaar worden opgeteld omdat {\displaystyle (f+g)(a)=f(a)+g(a)}. De endomorfismen van een commutatieve groep vormen dus een ring, de endomorfe ring. Zo is bijvoorbeeld de verzameling van de endomorfismen van {\displaystyle \mathbb {Z} ^{n}} de ring van alle n×n - matrices met in de cellen gehele getallen. De endomorfismen van een vectorruimte, module, ring of algebra vormen ook een ring, net zoals de endomorfismen van enig object in een pre-additieve categorie. De endomorfismen van een groep die niet commutatief is, genereren een algebraïsche structuur die bekendstaat als een bijna-ring.
Het frobenius-endomorfisme is een endomorfisme van commutatieve ringen met een priemgetal {\displaystyle p} als karakteristiek dat ieder element op zijn {\displaystyle p}-de macht afbeeldt. 

## Operatorentheorie
In enige concrete categorie, met name voor vectorruimten, zijn endomorfismen afbeeldingen van een verzameling op zichzelf, en kunnen zij als unaire operatoren op deze verzameling worden geïnterpreteerd, inwerkend op de elementen en het mogelijk makend om de notie van een banen van elementen te definiëren, enzovoort. Dat is operatorentheorie. 
Afhankelijk van de additionele structuur, een topologie, metriek of dergelijke, die voor de relevante categorie is gedefinieerd kunnen zulke operatoren eigenschappen zoals continuïteit, begrensdheid, en zo verder hebben.  